# Moira Walley-Beckett
Moira Walley-Beckett es una actriz, productora y escritora de la televisión canadiense. Fue escritora y productora del drama AMC, y creadora de dos series de televisión,Flesh and Bone y Anne with an E (titulado Anne durante la primera temporada).
Por su trabajo en Breaking Bad, ganó tres Primetime Emmy Award, incluyendo Outstanding Writing for a Drama Series, tres Writers Guild of America Award, dos Producers Guild of America Award, un Golden Globe y un Peabody.

## Inicios
Walley-Beckett se crio en Vancouver, Columbia Británica, Canadá, y asistió al Escuela de Bellas Artes de Banff. En 1982, se unió a la Arts Club Theatre Company.

## Carrera
Walley-Beckett trabajó desde mediados de los 80 hasta principios de 2000 como actriz de televisión. Actuó como invitada en muchas series, incluyendo MacGyver, 21 Jump Street, Wiseguy, Chicago Hope, Diagnóstico de asesinato y ER.
Empezó a escribir para la televisión en 2007 como escritora de plantilla para el efímero drama detectivesco 'Raines' de NBC, protagonizado por Jeff Goldblum. En 2008 se unió al equipo de escritores del drama legal Eli Stone y escribió el episodio "Heal the Pain".
Se unió a Breaking Bad como editora de historias para la segunda temporada y escribió los episodios "Breakage"  y "Over". El equipo de escritores de la segunda temporada fue nominado para el Writers Guild of America (WGA) Award por la mejor serie dramática en la ceremonia de febrero de 2010 por su trabajo en la segunda temporada. Fue ascendida a coproductora para la tercera temporada en 2010 y escribió los episodios "Mas" y (con Sam Catlin) "Fly. " Fue ascendida de nuevo a productora para la cuarta temporada en 2011.
Para la quinta temporada, Walley-Beckett escribió "Gliding Over All" y "Ozymandias"; este último recibió elogios universales de los críticos, y desde entonces ha sido llamado uno de los más grandes episodios de la televisión jamás transmitidos.  El 25 de agosto de 2014 ganó el Primetime Emmy Award for Outstanding Writing for a Drama Series por "Ozymandias", convirtiéndose en la primera mujer en solitario en ganar el premio en la categoría de Drama desde que Ann Biderman lo ganó en 1994.
Después de que Breaking Bad terminara, Walley-Beckett, un ex bailarín de ballet, creó la miniserie de ballet dramático Flesh and Bone para Starz. La espectaculo se estrenó en noviembre de 2015.
En enero de 2016 se anunció que Walley-Beckett crearía, escribiría y produciría una serie de televisión basada en el clásico infantil Anne of Green Gables para la CBC del Canadá. Netflix subió a bordo en agosto para distribuir el programa internacionalmente. La serie, Anne con una E (titulada Anne durante la primera temporada) se transmitió en CBC en Canadá y luego se puso a disposición para su transmisión en Netflix. La serie se estrenó el 19 de marzo de 2017, en CBC y el 12 de mayo a nivel internacional. Fue renovada para una segunda temporada el 3 de agosto de 2017, y para una tercera temporada en agosto de 2018. Poco después de que la tercera temporada se estrenara en el otoño de 2019, CBC y Netflix anunciaron que la serie se cancelaba.
Ha escrito la próxima película Los Grizzlies junto con el creador de Justificada Graham Yost, dirigida por Miranda de Pencier.

## Filmografía
Personal de producción
| Año       | Programa       | Rol                            | Notas          |
| --------- | -------------- | ------------------------------ | -------------- |
| 2017–2019 | Anne with an E | Creador, presentador, escritor | Temporadas 1-3 |
| 2015      | Flesh and Bone | Creador, presentador, escritor | Temporada 1    |
| 2011–12   | Pan Am         | Productor                      | Temporada 1    |
| 2013      | Breaking Bad   | Productor                      | Temporada 5    |
| 2012      | Breaking Bad   | Productor                      | Temporada 5    |
| 2011      | Breaking Bad   | Productor                      | Temporada 4    |
| 2010      | Breaking Bad   | Co-productor                   | Temporada 3    |
| 2009      | Breaking Bad   | Editor de historia             | Temporada 2    |

Guionista
| Año  | Programa       | Temporada | Titulo del Episodio                         | Episodio | Notas                                                                                |
| ---- | -------------- | --------- | ------------------------------------------- | -------- | ------------------------------------------------------------------------------------ |
| 2017 | Anne with an E | 1         | "Donde quiera que estes es mi hogar"        | 7        |                                                                                      |
| 2017 | Anne with an E | 1         | "El remordimiento es el veneno de la vida"  | 6        |                                                                                      |
| 2017 | Anne with an E | 1         | "Atado a una cuerda similar"                | 5        |                                                                                      |
| 2017 | Anne with an E | 1         | "Un tesoro interior nacido"                 | 4        |                                                                                      |
| 2017 | Anne with an E | 1         | "¿Pero que es tan fuerte como la juventud?" | 3        |                                                                                      |
| 2017 | Anne with an E | 1         | "No soy un pájaro, y ningua red me atrapa"  | 2        |                                                                                      |
| 2017 | Anne with an E | 1         | "Tu voluntad decidira tu destino"           | 1        |                                                                                      |
| 2015 | Flesh and Bone | 1         | "Tierra quemada"                            | 8        |                                                                                      |
| 2015 | Flesh and Bone | 1         | "Carne de cañon"                            | 2        |                                                                                      |
| 2015 | Flesh and Bone | 1         | "Bulling Through"                           | 1        |                                                                                      |
| 2012 | Pan Am         | 1         | "Lenguas romanticas"                        | 13       |                                                                                      |
| 2011 | Pan Am         | 1         | "Kiss Kiss Bang Bang"                       | 9        | co-escrito con Lydia Woodward                                                        |
| 2011 | Pan Am         | 1         | "Exposicion al Este"                        | 4        | co-escrito con Jack Orman                                                            |
| 2013 | Breaking Bad   | 5         | "Ozymandias"                                | 14       | También apareció como extra, un cliente del lavadero de autos de la familia White... |
| 2012 | Breaking Bad   | 5         | "Gliding Over All"                          | 8        |                                                                                      |
| 2011 | Breaking Bad   | 4         | "End Times"                                 | 12       | co-escrito con Thomas Schnauz                                                        |
| 2011 | Breaking Bad   | 4         | "Bug"                                       | 9        | co-escrito con Thomas Schnauz                                                        |
| 2011 | Breaking Bad   | 4         | "Bullet Points"                             | 4        |                                                                                      |
| 2010 | Breaking Bad   | 3         | "Fly"                                       | 10       | co-escrito con Sam Catlin                                                            |
| 2010 | Breaking Bad   | 3         | "Más"                                       | 5        |                                                                                      |
| 2009 | Breaking Bad   | 2         | "Over"                                      | 10       |                                                                                      |
| 2009 | Breaking Bad   | 2         | "Breakage"                                  | 5        |                                                                                      |
| 2008 | Eli Stone      | 1         | "Curar el dolor"                            | 7        | co-escritor con Alex Taub                                                            |